# (r)Evolution
(r)Evolution – dziewiąty album studyjny szwedzkiego zespołu power metalowego Hammerfall wydany 27 sierpnia 2014 roku przez Nuclear Blast Records. Jest to ostatni album z udziałem perkusisty Andersa Johanssona.

## Lista utworów
1. „Hector’s Hymn” – 5:54
2. „(r)Evolution” – 4:25
3. „Bushido” – 4:39
4. „Live Life Loud” – 3:32
5. „Ex Infernis” – 4:40
6. „We Won’t Back Down” – 4:19
7. „Winter Is Comming” – 3:49
8. „Origins” – 4:58
9. „Tanted Metal” – 4:37
10. „Evil Incarnate” – 4:35
11. „Wildfire” – 4:05

Utwór dodatkowy edycji limitowanej:
1. „Demonized” – 3:36

## Twórcy
- Joacim Cans – Wokal
- Oscar Dronjak – Gitara, Wokal
- Pontus Norgren – Gitara, Wokal
- Fredrik Larsson – Gitara Basowa, Wokal
- Anders Johansson – Perkusja